# 월간바둑
월간 '바둑'(영어: Monthly Baduk)은 한국기원이 1967년 창간하여 발행하여온 대한민국의 유일한 바둑 잡지이다.
대한민국에서 늘어나는 바둑 동호인들의 기대에 부응하기 위해 한국기원은 1967년 '기계'(棋界)라는 이름의 바둑 월간지를 창간하였다. 다음 해인 1968년 이름을 '바둑'으로 바꾸었다. 창간 이래 단 1권의 결호 없이 발행되고 있다. 1976년 100호를 출간하였고, 1985년 200호, 1992년 300호, 2000년 400호, 2009년 500호, 2017년 600호를 출간하였다.
2000년 대에 들어 대한민국에 인터넷 등 다양한 바둑 매체들이 등장하여 어려움이 생기기도 했지만, 깊이 있는 해설과 정확하고 권위 있는 강좌물 등으로 바둑 전문 잡지의 역할을 이어가고 있다.
2007년부터 세계사이버기원㈜와 제휴 및 공동제작을 하게 된 후인, 2008년 대한민국 문화체육관광부로부터 '제43회 잡지의 날 올해의 우수잡지'로 선정되었고, 2009년 '문화체육관광부 우수콘텐츠잡지'로 선정된다. 이 선정으로 대한민국의 88개 공립도서관에 납입하게 된다. 이후 2013년, 2015년에도 우수콘텐츠잡지로 선정되어 발간 지원금을 받고, 인증마크를 사용하였다.
이 잡지는 조치훈후원회가 출간하던 월간잡지 '바둑세계'가 2010년 9월호를 마지막으로 폐간하면서 대한민국의 유일한 바둑 잡지가 되었다.

## 같이 보기
- 바둑 TV
- K-바둑